# Земцов, Пётр Дмитриевич
Пётр Дмитриевич Земцов (23 апреля 1927 года, село Низовка, Каменский район, Пензенская область — 24 апреля 1992 года, Челябинск) — старший плавильщик Челябинского электрометаллургического комбината Министерства чёрной металлургии СССР. Герой Социалистического Труда (1971), награждён орденом Ленина (1971), медалями «За трудовую доблесть» (1954), «За трудовое отличие» (1949), присвоено звание «Почётный металлург РСФСР» (1966).

## Биография
Родился 23 апреля 1927 года в селе Низовка Пензенской области в крестьянской семье.
Окончил неполную среднюю школу, затем в пятнадцать лет, в декабре 1942 года окончил школу фабрично-заводского обучения № 7 и работал плавильщиком на Челябинском ферросплавном заводе цеха № 2. После окончания трёх годичной заводской школы мастеров был старшим плавильщиком и в этой должности работал до 1976 года, в 1976—1986 годах работал слесарем по ремонту металлургического оборудования. Трудовой стаж на Челябинском ферросплавном заводе (ныне — Челябинский электрометаллургический комбинат) — 44 года.
На протяжении многих лет работы на Челябинском ферросплавном заводе Пётр Дмитриевич стал знатным металлургом, он освоил работу на всех печах, его  бригада выполнила годовой план 1957 года на 101 % с большой экономией электроэнергии.
За высокие результаты, достигнутые при выполнении заданий пятилетнего плана по развитию чёрной металлургии и проявленную трудовую доблесть в 1971 году Пётр Дмитриевич Земцов был удостоен звания Героя Социалистического Труда с вручением ордена Ленина и золотой медали «Серп и Молот».
Пётр Дмитриевич Земцов — член народного контроля Центрального района, общественный инспектор охраны труда, избирался в цеховой комитет профсоюза, в городской Совет депутатов трудящихся. Имя Петра Дмитриевича Земцова было занесено в книгу «Летопись трудовой славы» Калининского района, награждён орденом Ленина и другими медалями.
С 1986 года на пенсии, жил в Челябинске.
Скончался 24 апреля 1992 года в Челябинске, похоронен на Градском кладбище.
В городе Челябинске на доме, в котором проживал Пётр Дмитриевич Земцов была установлена мемориальная доска.

## Награды
- Ордена Ленина (1971);
- Медаль «Серп и Молот» (1971);
- Медаль «За трудовую доблесть» (1954);
- Медаль «За трудовое отличие» (1949);
- другие медали.

## Звания
- Герой Социалистического Труда (1971);
- Почётный металлург РСФСР (1966).